# Парадокс де Мере
Парадокс де Мере — Швальє де Мере
З цим парадоксом часто ідентифікують момент зародження теорії ймовірностей як науки.
Існує стара історія, вперше розказана, мабуть, Лейбніцем, про те, як відомий французький гравець XVII століття шевальє де Мере по дорозі до свого маєтку в Пуату зустрів Блеза Паскаля, одного з найвідоміших учених XVII століття. Де Мері поставив перед Паскалем два завдання, обидві пов'язані з азартними іграми. Обидва завдання Паскаль обговорював 1654 р в своєму листуванні з П'єром де Ферма, іншим високообдарованим вченим, які жили в Тулузі. Обидва вчених прийшли до однакового результату.
При чотирьох киданнях однієї гральної кістки ймовірність того, що принаймні один раз випаде 1, більше 1/2. Водночас при 24 киданнях двох кісток ймовірність випадання двох 1 одночасно (принаймні один раз) менш 1/2. Це здається дивним, оскільки шанси отримати одну 1 в шість разів більше, ніж шанси випадання двох 1, а 24 як раз в 6 разів понад 4.
Пояснення Якщо правильну гральну кістку кидають k раз, то число можливих (і рівноймовірних) результатів одно 6k. У 5k випадках з цих 6k кістка не ляже на шістку, і, отже, ймовірність випадання принаймні один раз 1 при k киданнях дорівнює (6k — 5k) / 6k = 1 — (5/6) k, Що більш як 1/2, якщо k = 4. З іншого боку, величина 1 — (35/36) k, яка виходить аналогічно, все ще менше 1/2 для k = 24 і перевершує 1/2, починаючи з k = 25. Так що «Критичне значення» для однієї кістки дорівнює 4, а для пари кісток дорівнює 25. Це безумовно правильне рішення насправді не задовольнило де Мері, оскільки сам відповідь він вже знав, але з рішення так і не зрозумів, чому відповідь не узгоджується з "правилом пропорційності критичних значень ", яка стверджує, що якщо ймовірність зменшується в шість разів, то критичне значення зростає в шість разів (4: 6 = 24:36). Абрахам де Муавр (1667—1754 рр.) У своїй книзі Доктрина шансів, опублікованій в 1718 р, довів, що "правило пропорційності критичних значень "недалеко від істини, через те, що, якщо р — ймовірність деякої події (наприклад, ймовірність «викинути» одиницю є р = 1/6), то критичне значення k можна знайти, вирішуючи рівняння (1 — p)х = ½ (це рівняння має рішення, якщо р укладено строго між 0 і 1). Критичне значення k є найменше ціле число, що перевершує х. Рішення цього рівняння дається формулою: (1) х = -ln2 / ln (1 — p) = ln2 / (p + p2 / 2 + …), де In — натуральний логарифм. З вигляду рішення ясно, що якщо р2 дуже малий, то р убуває
майже пропорційно зростанню критичного значення, як де Мері і припускав. парадокс де Мері виникає тому, що для р = 1/6 величина р2/ 2 (і інші складові знаменника у формулі 1) не так мала, щоб нею можна було знехтувати. Таким чином, "правило пропорційності критичних значень "є правилом асимптотично вірним, помилка від його застосування зростає з ростом р. Це і є справжнє рішення даного феномена.
Також існує історія про лицаря де Мере, який був пристрасним гравцем у кістки, ця історія існує як байка про гравця.
Один французький лицар, кавалер де Мере, був пристрасним гравцем у кістки. Він всіляко намагався розбагатіти за допомогою гри і для цього придумував різні ускладнені правила, які, як йому здавалося, приведуть його до мети. У той час прагнення розбагатіти за допомогою азартних ігор охоплювало, як хвороба, багатьох людей. Де Мері придумав, зокрема, такі правила гри. Він пропонував кинути одну кістку чотири рази поспіль і бився об заклад, що при цьому хоча б один раз випаде 6; якщо ж цього не траплялося, — ні разу не випадало 6 очок, — то вигравав його противник. Точне значення ймовірності того, що в цих умовах випаде 6 в той час було невідомо, хоча було видно що воно близьке до 1/2. Де Мері припускав, що він буде частіше вигравати, ніж програвати, але все ж звернувся до свого знайомого, одному з найбільших математиків XVII століття — ще Блез Паскаль (1623—1662) з проханням розрахувати, наскільки ймовірним є виграшу в вигаданої ним грі.
 
Наведемо розрахунок Паскаля. При кожному окремому киданні ймовірність випадання 6 дорівнює 1/6. Імовірність же того, що чи не випаде 6 очок, дорівнює 5/6. Далі, нехай ми кинемо кістку двічі. Повторимо досвід, що складається у двократному киданні кістки. Тоді наша ймовірність в 5/6 збільшиться в квадраті і становитиме 25/36. Точно так же показується, що ймовірність того, що жодного разу не випаде 6 при триразовому киданні кістки, дорівнює 125/216 (вже в кубі). Нарешті, ймовірність того, що при чотириразовому киданні жодного разу не випаде 6, дорівнює 625/1296 (в четвертого ступеня). Таким чином, для лицаря де Мері ймовірність програшу дорівнювала 625/1296 тобто менше ніж 1/2. Отже, ймовірність виграшу була більш ніж половина. Значить, при кожній грі більш ніж половина шансів було за те, що лицар виграє; при багаторазовому же повторенні гри він майже, напевно, опинявся у виграші.
Дійсно, чим більше лицар грав, тим більше він вигравав. Кавалер де Мере був дуже задоволений і вирішив, що він відкрив надійний спосіб збагачення. Однак поступово іншим гравцям стало ясно, що ця гра для них невигідна, і вони перестали грати з де Мере. Треба було вигадувати якісь нові правила, і де Мере придумав нову гру. Він запропонував кидати 2 кістки 24 рази та бився об заклад, що зверху, хоча б один раз, виявляться дві п'ятірки. Де Мере вважав, що і в цій грі він буде частіше вигравати, ніж програвати.
Але на цей раз лицар помилився. Імовірність одночасного випадання двох п'ятірок при киданні двох кісток дорівнює 1/36, позаяк за все можливих випадків 36. Тому ймовірність того, що не випадуть дві п'ятірки, дорівнює 35/36. Імовірність того, що при 24-кратному киданні двох кісток жодного разу не випадуть дві п'ятірки, дорівнює відповідно 35/36 у двадцять четвертого ступеня, що більше ніж 1/2. Отже, для лицаря ймовірність програшу була більш ніж половина. Це означало, що чим більше лицар буде грати, тим більше він буде програвати. Так і сталося. Чим більше він грав, тим більше розорявся і, врешті-решт, став жебраком.
Найцікавіше в цьому історичному анекдоті полягає в тому, що завдяки таким своєрідним «практичним запитам» з'явилася теорія розрахунку випадкових явищ. У XVII та XVIII ст. вчені дивилися на ці приклади як на «кумедні випадки» додатка математичних знань до явищ, які не мають широкого поширення. Адже гравець в кості, який мріє про багатство, ніяк не заслуговує, щоб в допомогу йому була створена спеціальна наука. Але виявилося, що область додатків теорії ймовірностей дивовижно широка. Теорія ймовірностей займається вивченням усіх масових явищ, т. д. Всіх часто повторюваних випадків, в якій би галузі життя, науки або техніки вони не зустрічалися …
Посилання
- http://www.poznavayka.org/matematika/zanimatelnaya-matematika-rasskaz-o-ryitsare-de-mere/
- http://baguzin.ru/wp/gabor-sekej-paradoksy-v-teorii-veroyat/
- http://xn--i1abbnckbmcl9fb.xn--p1ai/статьи/517883/